# Leptanilla kubotai
Leptanilla kubotai (лат.) — вид мелких муравьёв рода Leptanilla из подсемейства Leptanillinae (Formicidae). Эндемики Японии. Муравьи жёлтовато-коричневого цвета, длиной в среднем около 2 мм. Семьи относительно малочисленные, содержат одну матку и несколько сотен рабочих и личинок. Муравейники располагаются в почве. Рабочие — специализированные хищники геофиломорфных многоножек (Geophilomorpha). При обнаружении добычи фуражиры быстро мобилизуют соплеменников из своего гнезда, которые жалят многоножку. Личинки проявляют активную подвижность, связанную с уникальными морфологическими особенностями: вентральным крючковатым когтем на протораксе и рядом зубов на внешнем крае мандибул. Королева и рабочие питаются личиночной гемолимфой и используют своих личинок в качестве источника питания в отсутствие добычи. Вид был назван в честь японского энтомолога Масао Куботы (Masao Kubota).

## Распространение
Встречается в Восточной Азии: остров Сикоку (южная Япония).

## Описание
Муравьи жёлтовато-коричневого цвета мелкого размера (в среднем около 2 мм). Leptanilla kubotai — самый крупный представитель рода Leptanilla в Японии: длина тела рабочих и маток составляет 1,6 мм и 2,6 мм, соответственно. Рабочие особи слепые (сложных глаз нет). Жевательный край жвал с 3 зубцами, базальный из которых с вершиной, направленной каудально. Голова немного длиннее своей ширины, с дугообразными боками. Усики 12-члениковые, жгутик с поперечными 3—10 члениками; второй членик жгутика заметно длиннее ширины и немного сужен в основании. Скапус усиков короткий (короче головы). Клипеус не выступают вперёд и имеют прямую или слабо выпуклую переднюю клипеальную долю. Метанотальная грудная бороздка отсутствует. Стебелёк между грудью и брюшком состоит из двух узловидных члеников: петиоль и постпетиоль удлинённые, с субпараллельными сторонами. Вентральный край петиолярного стернита при виде сбоку без хорошо развитого выступа. Постпетиоль снизу с заметным выступом, направленным антеровентрально. Опушение состоит из обычных коротких суботстоящих волосков, более развитых и более обильных в анальной области брюшка, на передней части головы и на усиках.

## Биология
Биология почти полвека после открытия вида оставалась неизвестной. В 2023 году на мысе Асидзури-мисаки (Тосасимидзу, префектура Коти, Япония) было впервые исследовано гнездо Leptanilla kubotai. Колония находилась в полости неправильной формы на глубине около 15 см в хорошо утрамбованной влажной почве. В полости находилось одна дихтадиформная королева, 453 рабочих и 663 личинки (яйца и куколки отсутствовали). У королевы было 88 овариол (по 46 и 42 с каждой стороны, а сперматека была заполнена сперматозоидами), в то время как у рабочих муравьёв яичников не было. Рабочие были специализированными хищниками геофиломорфных многоножек (Geophilomorpha) и при встрече с добычей быстро мобилизовали соплеменников из своего гнезда. Личинки проявляют активную подвижность, связанную с уникальными морфологическими особенностями: вентральным крючковатым когтем на протораксе и рядом зубов на внешнем крае мандибул. Королева и рабочие питаются личиночной гемолимфой и, вероятно, полагаются на личинок в качестве источника питания в отсутствие добычи. У их личинок развит специальный орган с протоком на 4-м абдоминальном сегменте, выделяющий гемолимфу для маток. В отсутствие добычи личинки собирались в одну кучу с плоской вершиной. Когда личинки в результате дефекации выделяли прозрачную каплю из кончика брюшка, рабочий подбирал её, переносил на периферию кучи и выбрасывал на пол. Электронная микроскопия боковой стороны тела личинки показала, что личинки L. kubotai имеют пару питающих клапанов-отверстий для выхода гемолимфы (hemolymph feeding taps).

### Рабочие
Рабочие ухаживали за другими рабочими, личинками и королевой следующим образом. Аллогруминг между рабочими наблюдался в основном на периферии личиночной кучи, где рабочие также отдыхали. С другой стороны, королева никогда не занималась грумингом рабочих. Когда рабочие занимались грумингом личинок, они иногда одновременно питались выделяемой личинками их гемолимфой (LHF, Larval hemolymph feeding). Когда рабочие переносили личинок, они не использовали мандибулы, а, по-видимому, соединяли свои ротовые органы с крючковатым когтем на протораксе личинки. Поскольку личинки всегда переносились под телом рабочего вдоль его оси, биологи не могли непосредственно наблюдать, как сцепляются ротовые части рабочего и коготь личинки. Однако исследователи видели, как рабочие пытались соединить свои ротовые части с вентральным когтем личинок, прежде чем нести их. Единственной заботой рабочих о королеве был аллогруминг. Трофаллаксис никогда не наблюдался между членами колонии.

### Матки
Королева обычно неподвижно сидела на личиночной куче с вертикально поднятым брюшком, вибрируя им с регулярными интервалами в 12,47 ± 1,30 с. Во время лабораторного исследования матка не становилась физиогастричной и не откладывала яйца. В течение 30-минутных наблюдений королева либо отдыхала, либо активно ходила вокруг личинок, чтобы выполнить питание выделяемой личинками их гемолимфой (LHF, Larval hemolymph feeding), либо демонстрировала оба вида поведения. Королева проводила LHF на нескольких личинках в течение коротких периодов времени. Средняя продолжительность LHF составила 29 ± 34 секунды (N = 173). Когда королева выполняла LHF, она зажимала дорсальную и вентральную поверхности личинки своими мандибулами и искала ротовыми частями клапаны-отверстия для питания гемолимфой. Королева часто плотно сжимала личинку между мандибулами. Не будучи потревоженной, королева спускалась с личиночной кучи только для испражнения или проведения LHF. При испражнении она выделяла прозрачную каплю на пол рядом с личиночной кучей. В одном наблюдении королева испражнялась во время аллогруминга рабочим, который затем собрал фекалии королевы с её брюшка и выбросил их на край расплодной камеры лабораторного гнезда.

### Кормовое поведение
В полевых условиях в гнезде не было обнаружено остатков добычи. В лаборатории муравьиную колонию кормили различными мелкими почвенными беспозвоночными. Рабочие не пытались трогать, кусать или жалить добычу, кроме многоножек-геофиломорфов (Geophilomorpha). Когда геофил выкладывали на арену лабораторного муравейника, рабочие-фуражиры немедленно её жалили. Другие рабочие выходили из расплодной камеры и также присоединялись к охоте. Например, 16 ноября 2023 года многоножка была помещена на кормовую арену, где фуражировало около 50 рабочих. Через 10 секунд на арене стало 55 рабочих, через 20 секунд — 70, а через 30 секунд — 80. Ближайшие к добыче рабочие начинали её атаковать, затем привлекались другие ближайшие рабочие — как снаружи, так и внутри выводковой камеры. Первые атакующие рабочие проявляли антеннальное поведение по отношению к окружающим рабочим, которые затем направлялись к добыче. Добычу жалили, парализовали и переносили в выводковую камеру. Время до полного паралича добычи варьировало в зависимости от её размера от 25 до 65 секунд, а число рабочих, переносящих добычу, — от 100 до 365. Например, в случае с геофиломорфной многоножкой длиной ~3,5 см 25 рабочих ужалили его до полного паралича (с момента ужаления первым рабочим прошло 35 секунд). Парализованную многоножку в этом случае переносили в выводковую камеру около 10 рабочих. Как только многоножка попадала в выводковую камеру, число рабочих, присутствующих на кормовой арене, сокращалось с ~50 до ~20. В выводковой камере большинство рабочих либо питались, либо переносили личинок поближе к добыче, либо ухаживали за личинками. Многие рабочие также собирались вокруг пойманной многоножки и разгрызали небольшие ранки на её латеральной межсегментной мембране. Рабочие сначала зализывали эти ранки своими нижними ротовыми частями, а затем подносили личинок к многоножке. Через час более 200 личинок собрались возле добычи, где наблюдалось их ползание. Найдя отверстие в кутикуле многоножки, личинки просовывали в него голову и начинали питаться. Рабочие особи и личинки питались исключительно мягкими тканями, оставляя полый сморщенный экзоскелет многоножки. Личинки проявляли активную подвижность, перемещаясь на расстояние более 5 мм, чтобы самостоятельно съесть добычу. Такая подвижность наблюдалась только рядом с добычей, в остальное время личинки в основном оставались неподвижными в личиночной куче.

## Систематика и этимология
Вид был описан в 1977 году итальянско-швейцарским мирмекологом Чезаре Барони-Урбани (Cesare Baroni Urbani) и назван в честь японского энтомолога Масао Куботы (Masao Kubota, Япония), собравшего типовую серию в 1967 году на острове Сикоку. Leptanilla kubotai по своему строению близок к виду Leptanilla morimotoi, от которого отличается вентральным краем его петиолярного стернита: он при виде сбоку без хорошо развитого выступа. От другого сходного вида вида Leptanilla okinawensis отличается следующими признаками: педицель усика отчётливо длиннее своей ширины; брюшной стернит II линейный в профиль.